# Lomographa subtaminata
Lomographa subtaminata là một loài bướm đêm trong họ Geometridae.